# La 25
La 25 (também escrito na forma La Veinticinco) é uma banda argentina de rock formada em 1996.

## História
Em Quilmes, desde a infância, um grupo de amigos fanáticos pelos Rolling Stones decidiram comprar - entre eles - uma camiseta com o número 25, esta camiseta, trazida dos Estados Unidos, havia sido usada por Mick Jagger em um show. Desde então, o grupo de rapazes ficaram conhecidos pelo apelido "os garotos da 25", já que sempre algum deles estava vestido com ela.
Em 2001 saiu às vendas o primeiro disco da banda, La Veinticinco Rock and Roll, que foi apresentado no palcos nos shows de abertura a banda Viejas Locas. Neste álbum se destacam duas músicas "Sucio Sheriff" e "Vicios y Rock and Roll".
No ano de 2002 lançaram o disco Así Es el Rock and Roll. Este álbum marca o grande salto de popularidade da banda, se bem que já eram conhecidos do público - tocaram como atração de abertura do grupo Viejas Locas em Berazategui diante de uma plateia de 4.000 pessoas. Este disco foi apresentado em duas datas, na popular casa noturna Cemento, e em maio de 2003 se apresentaram no estádio Obras. As música de trabalho do álbum foram "Chico Común", "Quiero 25" e "Mil Canciones".
Em 2005 lançaram mais um trabalho discográfico, Ruta 25, um disco que foi gravado ao vivo durante os anos 2003 e 2005 em diversos shows de uma turnê realizada em Mendoza e San Juan. Também incluíram três canções inéditas que marca o começo de uma relação com seu novo produtor Nelson Pombal, são elas: "10 Mandamientos", "De Estación a Estación" e "Ruta 25". O show de apresentação deste álbum aconteceu no Luna Park.
O ano de 2006 marcou outro momento de popularidade da banda, participaram dos festivais Cosquín Rock e Gesell Rock, também foi a banda encarregada de abrir os shows dos Rolling Stones no estádio do River Plate. Nesse mesmo ano chegou às lojas seu quinto material discográfico, Mundo Perfecto, produzido por Nelson Pombal este disco marca uma notória maturidade na produção artística das canções. Como sinlges do álbum escolheram as músicas "Chica del Suburbano", "Dame Más", "Hasta la Victoria Siempre" e "Escombro en la Ciudad" (cujo vídeo foi gravado em Cuba).
Em 2008 lançam Mundo Imperfecto, novamente produzido por Nelson Pombal, que é a continuação do disco anterior. A ideia era lançar um disco duplo, mas por mudança de gravadora e outras questões técnicas foi lançado dois anos depois que seu antecessor. O disco traz claras evidências de maturidade musical da banda, entre as canções que se destacaram estão "La Rockera", "Solo Esta Noche", "Antifaz" e "Primavera Light".
O último trabalho da banda La 25, até o momento, é Shoc (2010), um álbum que inclui um DVD repleto de canções registradas ao vivo no Teatro de Flores. As músicas de trabalho deste novo disco são "25 horas", "Como un Extraño", e "Nena loca".

## Discografia
- La Veinticinco Rock and Roll (2001)
- Así Es el Rock and Roll (2002)
- Con el Rock en las Venas (2004)
- Ruta 25 (2005)
- Mundo Perfecto (2006)
- Mundo Imperfecto (2008)
- Shoc (2010)